# حازم حسن العلي
حازم حسن العلي (1931 - )، ضابط عراقي سابق لهُ العديد من المؤلفات.

## نشأته وحياته
ولد في مدينة الموصل عام 1931، شارك في اعتصام طلابي عندما كان طالبا في الإعدادية المركزية سنة 1948، ودخل الكلية العسكرية في نفس السنة، وتخرج منها عام 1951.

## حياته العسكرية والسياسية
كان من المشاركين في ثورة 14 تموز، وبعد الثورة وبروز الصراعات السياسية شارك في انقلاب الشواف الفاشل ضد رئيس الوزراء عبد الكريم قاسم عام 1959، عندما كان آمرا لسرية في الفوج الثاني في اللواء الخامس (الذي كان يقوده العقيد الركن عبد الوهاب الشواف قائد الانقلاب) فاعتقل على إثرها، كما كان صديقا للنقيب الركن نافع داود الذي أُعدم في 25 آب 1959، بعد إدانته بالتخطيط للانقلاب. حُكم على حازم العلي بالإعدام في المحكمة العسكرية العليا الخاصة يوم 25 أيار 1959، ولكن الحكم خُفف إلى السجن المؤبد يوم 20 أيلول 1959، بقي في السجن وأُطلق سراحة في 8 كانون الأول 1961، ليشارك في انقلاب 8 شباط سنة 1963.

## ما بعد انقلاب شباط 1963
دخل كلية الأركان عام 1964،وحصل على شهاة ماجستير في العلوم العسكرية سنة 1965، واستمر بالخدمة حتى احالته على التقاعد سنة 1978، وهو برتبة لواء ركن، ونُسب للعمل في مجلس قيادة الثورة.

## من مؤلفاته
- انتفاضة الموصل - ثورة الشواف 7 آذار 1959
- الحرب الكتلوية
- الصواريخ الموجهة
- معركة عمورية
- أسلحة البحر